# خواهرزن
خواهرزن نوعی خویشاوندی سببی است که بر اثر ازدواج حاصل می‌گردد هرگاه مردی زنی را برای خود عقد کند به خواهر وی نسبت به مرد، خواهرزن یا خواهر خانم می‌گویند.

## محرمیت دراسلام
کسی نمی‌تواند همزمان با دو یا چند خواهر ازدواج کند؛ لذا اگر مردی با زنی ازدواج نماید، تا زمانی که از وی جدا نشده نمی‌تواند با خواهرش ازدواج کند و حجاب بر خواهرزن در مقابل داماد ضروری است  